# Stanisław Meducki
Stanisław Meducki (ur. 12 listopada 1940 w Bielinach) – polski naukowiec specjalizujący się w historii gospodarczej, makroekonomii i międzynarodowych stosunkach gospodarczych; doktor habilitowany nauk humanistycznych, profesor Politechniki Świętokrzyskiej.

## Życiorys
Absolwent Liceum Ogólnokształcącego nr 1 w Kielcach (przekształconego następnie w V LO im. Piotra Ściegiennego). W 1965 ukończył studia z zakresu historii w Wyższej Szkole Pedagogicznej w Opolu. Doktoryzował się w 1975 w Instytucie Historii PAN w Warszawie. Stopień doktora habilitowanego uzyskał w 1991 na Uniwersytecie im. Adama Mickiewicza w Poznaniu w oparciu o rozprawę Wieś kielecka w czasie okupacji niemieckiej 1939–1945. W 1995 otrzymał za nią przyznawaną przez Polską Akademię Umiejętności Nagrodę Naukową im. Mikołaja Kopernika w dziedzinie ekonomii.
W latach 1969–1972 był doktorantem w Instytucie Historii PAN w Warszawie. W 1972 podjął pracę w Kielecko-Radomskiej Wyższej Szkole Inżynierskiej (przekształconej dwa lata później w Politechnikę Świętokrzyską) – początkowo jako starszy asystent, następnie adiunkt i profesor nadzwyczajny. Był również profesorem na Wydziale Zamiejscowym w Tarnobrzegu Wyższej Szkoły Handlowej im. Bolesława Markowskiego w Kielcach.
Żonaty z Martą Pawliną-Meducką, ma dwoje dzieci.

## Odznaczenia
W 2004 otrzymał Złoty Krzyż Zasługi. W 2011 został przez prezydenta Bronisława Komorowskiego odznaczony Krzyżem Kawalerskim Orderu Odrodzenia Polski.

## Wybrane publikacje
- Przemysł i klasa robotnicza w dystrykcie radomskim w okresie okupacji hitlerowskiej, Warszawa-Kraków 1981
- Ziemia Świętokrzyska w 40-leciu Polski Ludowej, Kielce 1984 (wraz z Janem Naumiukiem)
- Antyżydowskie wydarzenia kieleckie 4 lipca 1946 roku, T. 1, Kielce 1992 (wraz z Zenonem Wroną)
- Antyżydowskie wydarzenia kieleckie 4 lipca 1946 roku, T. 2, Kielce 1994
- Kielce w latach okupacji hitlerowskiej 1939–1945, wydanie II, zmienione, poprawione i uzupełnione, Kielce 2007 (wraz z Adamem Massalskim)
- Konspiracja i walka zbrojna w kieleckiem w latach II wojny światowej, Kielce 2011